# Theodore Bikel
Theodore Bikel (Viena, Àustria, 2 de maig de 1924 - Los Angeles, 21 de juliol de 2015) va ser un actor i cantant estatunidenc.

## Biografia[1]
La família de Bikel fuig a Palestina després de l'ocupació nazi a Àustria després de l'Anschluss. A Palestina, Bikel comença a actuar sent un adolescent. Va participar en la fundació de la Cameri Teatre, que va esdevenir un dels teatres més importants d'Israel, abans de traslladar-se a Londres, on va estudiar a l'Acadèmia Reial d'Art Dramàtic el 1945. El 1948, Michael Redgrave recomana Bikel al seu amic Laurence Olivier com substitut de Stanley Kowalski i Harold Mitchell al West End al drama de Tennessee Williams Un tramvia anomenat desig. Bikel va anar passant de substitut a titular en el paper, així com la seva dona, Vivien Leigh, que anava a interpretar el paper en la versió cinematogràfica de Blanche DuBois juntament amb Marlon Brando.
Després de diverses obres de teatre i cinema a Europa, Bikel anirà als Estats Units el 1954, esdevenint ciutadà dels EUA el 1961. Va ser el primer oficial del submarí U-boat amb Curd Jürgens a The Enemy Below  (1957) i va fer el paper del comandant del submarí rus a The Russians Are Coming, the Russians Are Coming  (1966). Bikel va fer una prova per interpretar Auric Goldfinger a la pel·lícula de James Bond Goldfinger  (1964). A Broadway va crear el paper del Capità von Trapp a The Sound of Music  el 1959, per la qual va rebre una segona nominació al premi Tony. El 1964, va interpretar Zoltan Karpathy, expert forense, en la versió cinematogràfica de My Fair Lady.  Des de la seva primera aparició en el paper de Tevye en el musical Fiddler on the Roof  el 1967, Bikel ha interpretat el paper amb més freqüència que qualsevol altre actor (2.094 actuacions) .
Als anys cinquanta, Thedore Bikel produeix i canta en diversos àlbums de cançons populars jueves, com cançons gitanes russes el 1958. Va crear, amb Pete Seeger i George Wein, el Festival de Folk de Newport el 1961. El 1962, va escoltar Bob Dylan a la primera representació de Blowin 'in the Wind.
Bikel va esdevenir el primer cantant, després de Dylan, en cantar la cançó en públic. En associació amb Herb Cohen, va obrir el primer local de música folk a Los Angeles, The Unicorn. La seva popularitat li va permetre obrir-ne un segon, Cosmo Alley, que a més de la música popular presentava poetes com Maya Angelou o còmics com Lenny Bruce. Bikel es va involucrar cada vegada més en la lluita pels Drets Civils, i va ser delegat en la Convenció Nacional demòcrata de 1968
A més d'actor de cinema i teatre, Bikel va ser convidat en diversos programes de TV des dels anys 1960, participant a La Dimensió Desconeguda, Wagon Train, Colombo, Els àngels de Charlie, Little House on the Prairie, Mission: Impossible, Dynasty, Knight Rider i Law & Order.
Bikel va ser President de l'Associated Actors and Artistes of America, i president de l'Actors' Equity Association entre finals dels anys 70 i principis dels 80. El president Jimmy Carter el va nomenar al National Council for the Arts el 1977 per un període de sis anys. El 28 de gener de 2007 va ser elegit Chair of the Board of Directors de Meretz USA Arxivat 2009-03-13 a Wayback Machine.. L'autobiografia de Bikel,  Theo, va ser publicada el 1995 per Harper Collins, i reeditat, per la Universitat de Wisconsin el 2002.

## Filmografia
Les seves pel·lícules més destacades són
- 1949: Ein Breira: Narrador
- 1951: Appointment with Venus: Home amb venedor de diaris
- 1951: La reina d'Àfrica (The African Queen): Primer oficial
- 1952: Moulin Rouge: Rei Milo IV de Serbia
- 1953: The Kidnappers: Willem Bloem
- 1953: A Day to Remember: Henri Dubot
- 1953: Desperate Moment: Anton Meyer
- 1953: Never Let Me Go: Policia rus
- 1953: Melba de Lewis Milestone: Paul Brotha
- 1954: The Love Lottery: Parsimonious
- 1954: Betrayed: Sergent alemany
- 1954: The Young Lovers: Joseph
- 1954: Forbidden Cargo: Max
- 1954: The Divided Heart: Josip
- 1955: The Colditz Story: Vandy
- 1955: Damunt nostre, les onades (Above Us the Waves): un oficial alemany
- 1956: Flight from Vienna: Kosice
- 1957: The Vintage: Eduardo Uribari
- 1957: Orgull i passió (The Pride and the Passion): el general Jouvet
- 1957: The Enemy Below: 'Heinie' Schwaffer
- 1958: Man on the Run
- 1958: Fräulein: Coronel Dmitri Brikett
- 1958: Fugitius (The Defiant Ones): Xèrif Max Muller
- 1958: I Bury the Living: Andy McKee
- 1958: Vull viure (I Want to Live!): Carl G.G. Palmberg
- 1959: Woman Obsessed de Henry Hathaway: El Doctor R. W. Gibbs
- 1959: The Angry Hills: Dimitrios Tassos
- 1959: The Blue Angel: Klepert
- 1960: A Dog of Flanders: Piet van Gelder
- 1964: My Fair Lady: Zoltan Karpathy
- 1965: Who Has Seen the Wind? (TV): Josef Radek
- 1965: Sands of the Kalahari: Dr. Bondrachai
- 1966: Que vénen els russos! (The Russians Are Coming the Russians Are Coming): El capità rus
- 1966: Noon Wine (TV)
- 1967: The Diary of Anne Frank (TV)
- 1968: Sweet November: Alonzo
- 1968: The Desperate Ones: Kisielev
- 1969: My Side of the Mountain: Bando
- 1970: Darker Than Amber: Meyer
- 1971: 200 Motels: Rance Muhammitz / Dave
- 1972: Killer by Night (TV): Sergent Phl 'Sharkey' Gold
- 1972: The Little Ark: El Capità
- 1975: Murder on Flight 502 (TV): Otto Gruenwaldt
- 1976: Victory at Entebbe (TV): Yakov Shlomo
- 1976: The House on the Prairie (Sèrie TV) Temporada 2, episodi 20 (Centennial)): Yuli Pyatakov
- 1977: Testimony of Two Men (fulletó TV): Peter Heger
- 1977: Columbo: Temporada 6 de Columbo Episodi 3: The Bye-Bye Sky High I.Q. Murder Case (Sèrie TV): Oliver Brandt
- 1978: Loose Change (fulletó TV): Tom Feiffer
- 1978: The Stingiest Man in Town (TV): Marley's Ghost (veu)
- 1980: The Return of the King (TV): Aragorn (veu)
- 1964: Another World (sèrie TV): Henry Davenport (1982-1983)
- 1983: Staus: Growing Old in America (TV)
- 1985: Prince Jack: Georgi
- 1986: Very Close Quarters: Victor
- 1987: Dark Tower: Dr. Max Gold
- 1988: A Stoning in Fulham County (TV): Abe Moser
- 1989: Christine Cromwell: Things That Go Bump in the Night (TV): Horace
- 1989: See You in the Morning: Bronie
- 1989: The Final Days (TV): Henry Kissinger
- 1991: La nit dels vidres trencats (Shattered): Dr. Berkus
- 1991: Memories of Midnight (TV): Napoleon Chotas
- 1992: Crisis in the Kremlin: Leo
- 1993: My Family Treasure: Avi Danieloff
- 1993: Benefit of the Doubt: Gideon Lee
- 1997: Shadow Conspiracy: Prof. Yuri Pochenko
- 1998: Trickle: M.. Fix
- 1998: Babylon 5: In the Beginning (TV): Lenonn
- 1998: Second Chances: Dutch John Hathaway
- 2000: H.U.D. (TV): Ambaixador Bjorn Jorgensen
- 2002: Crime and Punishment: Capità Koch

## Premis i nominacions
Nominacions
- 1959: Oscar al millor actor secundari per Fugitius